# 수도권 광역급행철도
수도권 광역급행철도(首都圈 廣域急行鐵道) 또는 GTX(Great Train eXpress)는 대한민국 수도권의 교통난 해소와 장거리 통근자들의 교통복지 증진을 위해 수도권 외곽에서 서울 도심 주요 3개 거점역인 서울역·청량리역·삼성역을 방사형으로 교차, 30분대에 연결한 것을 목표로 계획 중인 광역급행철도다. 2009년 4월 14일 경기도지사 김문수가 최초로 제안했다. A노선, B노선, C노선 총 3개 노선이 예비타당성조사를 통과했다. 서부권 광역급행철도는 김포에서 부천간 지선노선으로 4차 국가철도망사업에 올라갔다가, 2024년 1월 25일에 D노선, E노선, F노선 총 3개 노선 사업을 더 추진하기로 했다.

## 개요

### 운영
- 전기 : AC 25000V
- 선로 : 복선
- 차량 : 8량 1편성

### 속도
- 설계 최고속도 : 200km/h
- 운영 최고속도 : 180km/h
- 표정속도 : 100km/h

### 통행요금(미정)
- 경기도 안 : 3,000원(단일요금)
- 한국교통연구원 안 : 1800원(10km 기본요금)+40원(1km 당 추가요금)

## A노선
해당 노선은 2017년 3월 삼성-동탄 광역급행철도로 먼저 착공됐으며, 나머지 운정중앙~삼성 구간은 2018년 3월 착공됐다. 연신내역부터 신분당선과 노선을 공유하여 신분당선을 연장시키는 계획이 있었으며, 수서역 이남 구간은 수서평택고속선을 공용한다.
2024년 3월 30일 수서역 ~ 동탄 구간을 우선 개통하고, 중간역인 구성역은 동년 6월에 완공했다.
2024년 12월 28일에는 서울역 ~ 운정중앙 구간을 개통했으며, 수서 ~ 서울역 구간은 2026년 중으로 연결할 계획이다.

### 역 목록
- 삼성역과 창릉역은 개통되지 않았다.

| 노선                | 역 번호 | 역명                      | 로마자 역명                                                            | 한자 역명                | 환승 | 역간 거리 | 영업 거리 | 소재지     | 소재지 | 역 좌표                                                           |
| ------------------- | ------- | ------------------------- | ---------------------------------------------------------------------- | ------------------------ | --- | --------- | --------- | ---------- | ------ | ----------------------------------------------------------------- |
| 신설                | X101    | 운정중앙                  | Unjeongjungang                                                         | 雲井中央                 | | 0.6       | 0.6       | 경기도     | 파주시 |                                                                   |
| 신설                | X102    | 킨텍스                    | KINTEX                                                                 | 韩国国际会展中心         | | 6.1       | 6.7       | 경기도     | 고양시 | 북위 37° 39′ 55″ 동경 126° 44′ 54″ / 북위 37.6652° 동경 126.7483° |
| 신설                | X103    | 대곡                      | Daegok                                                                 | 大谷                     | ● 수도권 전철 경의·중앙선 ● 수도권 전철 3호선 ● 수도권 전철 서해선 교외선                                               | 6.9       | 13.6      | 경기도     | 고양시 |                                                                   |
| 신설                | X104    | 창릉                      | Changneung                                                             | 昌陵                     | 서울 경전철 서부선 (예정)                                                                                               |           |           | 경기도     | 고양시 |                                                                   |
| 신설                | X105    | 연신내                    | Yeonsinnae                                                             | 延新川                   | ● 수도권 전철 3호선 ● 서울 지하철 6호선                                                                                 | 9.9       | 23.5      | 서울특별시 | 은평구 |                                                                   |
| 신설                | X106    | 서울역                    | Seoul Station                                                          | 首尔                     | ● 수도권 전철 경의·중앙선 ● 수도권 전철 1호선 ● 수도권 전철 4호선 ● 인천국제공항철도 ● 수도권 광역급행철도 B노선 (예정) | 9.4       | 32.9      | 서울특별시 | 용산구 |                                                                   |
| 신설                | X107    | 삼성(무역센터)            | Samseong(World Trade Center Seoul)                                     | 三成(貿易센터)           | ● 서울 지하철 2호선 ● 수도권 광역급행철도 C노선 (예정)                                                                  |           |           | 서울특별시 | 강남구 |                                                                   |
| 수서평택고속선 공유 | X108    | 수서                      | Suseo                                                                  | 水西                     | ● 수도권 전철 3호선 ● 수도권 전철 수인·분당선 ■ SRT                                                                     | 0.3       | 0.3       | 서울특별시 | 강남구 |                                                                   |
| 수서평택고속선 공유 | X109    | 성남                      | Seongnam                                                               | 城南                     | ● 수도권 전철 경강선 | 10.7      | 11.0      | 경기도     | 성남시 |                                                                   |
| 수서평택고속선 공유 | X110    | 구성                      | Guseong                                                                | 駒城                     | 분당선(● 수도권 전철 수인·분당선)                                                                                       | 10.9      | 22.0      | 경기도     | 용인시 |                                                                   |
| 수서평택고속선 공유 | X111    | 동탄                      | Dongtan                                                                | 東灘                     | ■ SRT | 11.1      | 33.1      | 경기도     | 화성시 |                                                                   |
| 연장공사중          | X112    | 평택지제(삼성전자 반도체) | Pyeongtaek Jije (Pyeongtaek Samsung Electronics Semiconductor Factory) | 平澤制（三星電子半導體） | ● 수도권 전철 1호선■ SRT                                                                                                |           |           | 경기도     | 평택시 | 삼성역~삼성전자 반도체역                                          |

## B노선
본 노선은 2017년 9월 예비타당성조사에 착수했으며, 2019년 8월 21일 예비타당성조사를 통과했다. 경춘선 망우~마석 구간을 공용하여 노선을 남양주까지 연장했다. 마석역부터 청량리역까지는 기존의 경춘선과 중앙선을 공유한다.

### 역 목록
2017년 7월 7일의 국토교통부 발표에 따른 것으로, 추후에 변경될 가능성이 있음.
| 노 선               | 역 번호 | 역명           | 로마자 역명        | 한자 역명 | 환승 | 역간 거리 | 영업 거리 | 소재지     | 소재지   |
| ------------------- | ------- | -------------- | ------------------ | --------- | --- | --------- | --------- | ---------- | -------- |
| 경 춘 선 · 중 앙 선 |         | 마석           | Maseok             | 磨石      | ● 수도권 전철 경춘선 |           |           | 경기도     | 남양주시 |
| 경 춘 선 · 중 앙 선 |         | 평내호평       | Pyeongnae―Hopyeong | 坪內好坪  | ● 수도권 전철 경춘선 |           |           | 경기도     | 남양주시 |
| 경 춘 선 · 중 앙 선 |         | 별내           | Byeollae           | 別內      | ● 수도권 전철 경춘선 ● 수도권 전철 8호선                                                                                                 |           |           | 경기도     | 남양주시 |
| 경 춘 선 · 중 앙 선 |         | 상봉           | Sangbong           | 上鳳      | ● 수도권 전철 경의·중앙선 ● 수도권 전철 경춘선 ● 서울 지하철 7호선                                                                       |           |           | 서울특별시 | 중랑구   |
| 신 설               |         | 청량리         | Cheongnyangni      | 淸凉里    | ● 수도권 전철 경의·중앙선 ● 수도권 전철 경춘선 ● 수도권 전철 1호선 ● 수도권 전철 수인·분당선 ● 수도권 광역급행철도 C노선 (예정)          |           |           | 서울특별시 | 동대문구 |
| 신 설               |         | 서울           | Seoul              |           | ● 수도권 전철 경의·중앙선 ● 수도권 전철 1호선 ● 수도권 전철 4호선 ● 인천국제공항철도 ● 수도권 광역급행철도 A노선 (예정) ● 신안산선(예정) |           |           | 서울특별시 | 중구     |
| 신 설               |         | 용산           | Yongsan            | 龍山      | ● 수도권 전철 경의·중앙선 ● 수도권 전철 1호선                                                                                            |           |           | 서울특별시 | 용산구   |
| 신 설               |         | 여의도         | Yeouido            | 汝矣島    | ● 수도권 전철 5호선 ● 서울 지하철 9호선 ● 신안산선(공사중)                                                                               |           |           | 서울특별시 | 영등포구 |
| 신 설               |         | 신도림         | Sindorim           | 新道林    | ● 수도권 전철 1호선 ● 서울 지하철 2호선                                                                                                  |           |           | 서울특별시 | 구로구   |
| 신 설               |         | 부천종합운동장 | Bucheon Stadium    |           | ● 서울 지하철 7호선 ● 수도권 전철 서해선                                                                                                 |           |           | 경기도     | 부천시   |
| 신 설               |         | 부평           | Bupyeong           | 富平      | ● 수도권 전철 1호선 ● 인천 도시철도 1호선                                                                                                |           |           | 인천광역시 | 부평구   |
| 신 설               |         | 인천시청       | Incheon City Hall  | 仁川市廳  | ● 인천 도시철도 1호선 ● 인천 도시철도 2호선                                                                                              |           |           | 인천광역시 | 남동구   |
| 신 설               |         | 송도           | Songdo             | 松島      | ● 인천 도시철도 1호선 (인천대입구역) |           |           | 인천광역시 | 연수구   |

## C노선
본 노선은 2016년 1월부터 예비타당성조사를 진행하여 2018년 12월에 B/C값이 1.36을 기록해 사업 추진이 확정됐다. 이르면 2021년 말 공사에 착수하여 2026년 개통될 예정이다. 소요시간은 수원~양재 18분, 수원~삼성 22분, 의정부~삼성 16분, 덕정~삼성 23분으로 표정속도는 100km/h 수준이다. 개통시 수도권 동북부 및 남부지역 광역교통 여건을 크게 개선할 것이 예상된다. 2023년 12월 28일 착공했다.

### 역 목록
| 노선   | 역 번호                 | 역명         | 로마자 역명     | 한자 역명                                                                                   | 환승 | 역간 거리 | 영업 거리     | 소재지     | 소재지   |
| ------ | ----------------------- | ------------ | --------------- | ------------------------------------------------------------------------------------------- | --- | --------- | ------------- | ---------- | -------- |
| 경원선 |                         | 덕정         | Deokjeong       | 德亭                                                                                        | ● 수도권 전철 1호선 |           |               | 경기도     | 양주시   |
| 경원선 |                         | 의정부       | Uijeongbu       | 議政府                                                                                      | ● 수도권 전철 1호선 |           |               | 경기도     | 의정부시 |
| 경원선 |                         | 창동         | Changdong       | 倉洞                                                                                        | ● 수도권 전철 1호선 ● 수도권 전철 4호선                                                                                         |           |               | 서울특별시 | 도봉구   |
| 경원선 |                         | 광운대       | Kwangwoon Univ. | 光云大                                                                                      | ● 수도권 전철 1호선 |           |               | 서울특별시 | 노원구   |
| 경원선 |                         | 청량리       | Cheongnyangni   | 淸凉里                                                                                      | ● 수도권 전철 경의·중앙선 ● 수도권 전철 경춘선 ● 수도권 전철 1호선 ● 수도권 전철 수인·분당선 ● 수도권 광역급행철도 B노선 (예정) |           |               | 서울특별시 | 동대문구 |
| 신설   |                         | 청량리       | Cheongnyangni   | 淸凉里                                                                                      | ● 수도권 전철 경의·중앙선 ● 수도권 전철 경춘선 ● 수도권 전철 1호선 ● 수도권 전철 수인·분당선 ● 수도권 광역급행철도 B노선 (예정) |           |               | 서울특별시 | 동대문구 |
|        | 왕십리                  | Wangsimni    | 往十里          | ● 수도권 전철 경의·중앙선 ● 서울 지하철 2호선 ● 수도권 전철 5호선 ● 수도권 전철 수인·분당선 | |           | 성동구        | 서울특별시 |          |
|        | 삼성 (2028년 개통 예정) | Samseong     | 三成            | ● 서울 지하철 2호선 ● 수도권 광역급행철도 A노선                                             | |           | 강남구        | 서울특별시 |          |
|        | 양재                    | Yangjae      | 良才            | ● 수도권 전철 3호선 ● 신분당선                                                              | |           | 서초구        | 서울특별시 |          |
| 과천선 |                         | 정부과천청사 | Gwacheon        | 果川                                                                                        | ● 수도권 전철 4호선 |           |               | 경기도     | 과천시   |
| 과천선 |                         | 인덕원       | Indeogwon       | 仁德院                                                                                      | ● 수도권 전철 4호선 |           |               | 경기도     | 안양시   |
| 과천선 |                         | 금정         | Geumjeong       | 衿井                                                                                        | ● 수도권 전철 1호선 ● 수도권 전철 4호선                                                                                         |           |               | 경기도     | 군포시   |
| 경부선 |                         | 금정         | Geumjeong       | 衿井                                                                                        | ● 수도권 전철 1호선 ● 수도권 전철 4호선                                                                                         |           |               | 경기도     | 군포시   |
|        | 의왕                    | Uiwang       | 義王            | ● 수도권 전철 1호선                                                                         | |           | 의왕시        | 경기도     |          |
|        | 수원                    | Suwon        | 水原            | ● 수도권 전철 1호선 ● 수도권 전철 수인·분당선                                               | |           | 수원시 팔달구 | 경기도     |          |

### 지선
| 역 번호            | 역명               | 한자 역명          | 영어 역명          | 접속 노선                               | 역간 거리          | 누적 거리          | 소재지             | 소재지             |
| 인덕원역 부터 합류 | 인덕원역 부터 합류 | 인덕원역 부터 합류 | 인덕원역 부터 합류 | 인덕원역 부터 합류                      | 인덕원역 부터 합류 | 인덕원역 부터 합류 | 인덕원역 부터 합류 | 인덕원역 부터 합류 |
| ------------------ | ------------------ | ------------------ | ------------------ | --------------------------------------- | ------------------ | ------------------ | ------------------ | ------------------ |
|                    | 금정               | 衿井               | Geumjeong          | ● 수도권 전철 1호선 ● 수도권 전철 4호선 |                    |                    | 경기도             | 군포시             |
|                    | 상록수             | 常綠樹             | Sangnoksu          | ● 수도권 전철 4호선                     |                    |                    | 경기도             | 안산시             |

## D노선
서부권 급행철도를 계승해 김포·인천원당역(가칭)·계양역을 경유해 부천종합운동장역에서 수도권 광역급행철도 B노선을 공유해 오류동역을 지나 서울역까지 연결되는 노선으로 추진중이다.

## E노선
인천공항2터미널역,가정역,디지털미디어시티역,광운대역을 지나 경의·중앙선과 선로를 공유해 덕소까지 가는 노선으로 추진 중이다.

## F노선
수도권 전철 서해선과 선로를 공용해 대곡역에서 가칭 시흥시청역까지 간 후 초지역을 거쳐 야목역에서 수도권 전철 수인·분당선과 선로를 공용해 복정역까지 간다. 그리고 교산신도시와 탑석역, 의정부역을 지나 대곡역으로 돌아오는 순환선을 계획하고 있다.

## 역사
- 2007년 6월 1일: 동탄 2지구 신도시 개발 계획 발표[3]
- 2007년 7월 1일: 경기남부 광역교통망 구상 연구 착수 및 동탄-강남간 수도권 광역급행철도 타당성 검토
- 2007년 11월 1일: 대한교통학회 토론회에서 '수도권 고속직행철도 구축방안' 발표
- 2008년 4월 1일: 경기도, 국토해양부와 공동으로 대심도 고속급행철도 건설 타당성 용역 실시
- 2008년 6월 1일: 대한교통학회·한국철도학회, 수도권 급행철도 구축방안 정책토론회[4]
- 2008년 8월 1일: 동림컨설턴트 컨소시엄, 킨텍스~삼성구간 제안 (광역도심지하철도: 37.86km 6개역)
- 2008년 12월 1일: 국토해양부, 2009년 업무계획에 대심도 급행철도 반영
- 2009년 2월 1일: 경기도·경기도시공사, '수도권 광역급행철도 건설' 토론회[5]
- 2009년 4월 1일:
  - 경기도, 수도권 광역급행철도의 경제성 및 기술성 검토용역결과 발표
    - A노선: 일산 킨텍스 ~ 동탄
    - B노선: 청량리 ~ 인천 송도
    - C노선: 의정부 ~ 금정

  - 삼성중공업 컨소시엄, 수도권고속직행철도 사업 중 B구간을 국토해양부에 제안[6]
    - B노선: 청량리 ~ 송도 (47.82km) - 9개역

  - 현대산업개발 컨소시엄, 수도권고속직행철도 사업(4개노선)을 국토해양부에 제안[7]
    - 킨텍스 ~ 수서(동탄): 48.1km(76.7km)
    - 회룡 ~ 금정: 46.5km
    - 광명 ~ 청량리: 30.4km
    - 부평 ~ 삼성: 34.5km
- 2009년 6월 1일: 국토해양부, 타당성 조사 연구 착수[8]
- 2010년 4월 1일: 수도권광역경제발전위원회, 서울·경기·인천 광역경제권 발전을 위한 협약 18개 공동 우선추진과제 중 광역인프라 부문에 포함
- 2010년 9월 1일: 대심도 광역급행철도 타당성조사[9]
- 2011년 1월 1일: 국토해양부, 국가기간교통망계획 2차 수정계획에 포함
- 2011년 4월 1일: 국토해양부, 제2차 국가철도망 구축계획에 시행중 사업에 포함[10]
- 2011년 9월 1일: 현대산업개발 컨소시엄(50여개사), GTX 사업 제안서를 국토부에 제출
  - 일산 ~ 수서 (동탄)
  - 송내 ~ 청량리
  - 의정부 ~ 금정
  - 오류동 ~ 삼성
    - 국토부, 정부고시사업으로 반려(返戾)
- 2011년 11월 1일: 기획재정부, 2011년 하반기 예비타당성조사 대상 사업 선정
- 2011년 12월 1일: 국토해양부, 제2차 대도시권 광역교통시행계획에서 광역철도로 신규 지정
- 2013년 1월 1일: 한국철도협회, 국민행복 민생복지를 위한 광역 급행철도 정책 세미나[11]
  - A노선에서 C노선으로 진입, 의정부 방면 노선확보, KTX 운행
  - A노선 공항철도와 연계
  - X선을 당아래에서 강남을 거쳐 잠실로 가도록 변경
- 2013년 2월 1일: 박근혜 정부 인수위원회 140개 국정과제에 GTX 반영[12]
- 2013년 7월:
  - 국토교통부, A노선(수도권고속철도 병용) 중간역 선정[13]
    - 성남시: ● 수도권 전철 경강선 이매역 서측
    - 용인시: ● 수도권 전철 수인·분당선 구성역 서측

  - 서울시, '서울시 도시철도 종합발전방안'에 GTX 노선변경 제안이 정부 건의 사항으로 포함
  - 박근혜정부, 지방공약 이행계획에 반영
- 2014년 2월: 국토교통부, 수도권 광역급행철도 사업의 예비타당성조사 결과 통보에 따라 「제2차 국가철도망 구축계획」에 반영된 3개 노선 모두 추진[14]
  - 경제적 타당성 높은 A노선(일산 ~ 삼성): 즉시 추진
  - B노선(송도 ~ 청량리)과 C노선(의정부 ~ 금정): 재기획 및 보안 후 재추진
- 2014년 6월: 수도권광역급행철도 타당성 조사 및 기본계획용역[15]
  - A노선: 타당성조사, 기본계획수립 및 민자적격성 검토
  - B노선·C노선: 사업계획 보완, 재기획
- 2014년 9월: MTX 광역급행철도주식회사(Metropolitan Train Express), A노선 민간제안[16]
  - 킨텍스 ~ 삼성간 35.6km 신설
  - 삼성 ~ 동탄간 39.5km 포함 75.1km 운영
  - 킨텍스, 연신내, 서울역, 삼성역 총 4개역
  - 설계속도: 200km
  - 운행최고속도: 180km
  - ● 서울 지하철 2호선 삼성역 ~ ● 서울 지하철 9호선 봉은사역간 부속사업인 지하상가 계획
- 2015년 9월: 국토교통부, 기획재정부에 C노선(KTX 의정부 연장 포함) 예비타당성 조사 신청
  - 기존 노선 공용 (의정부 ~ 도봉산(5.4km) / 과천 ~ 금정(6.1km))
  - 수도권고속철도 SRT가 수서역에서 A노선(삼성-동탄 광역급행철도 구간)으로 입선 후 삼성역에서 C노선으로 입선, 의정부역까지 운행
  - 의정부 - 창동 - 광운대 - 청량리 - 삼성 - 양재 - 과천 - 금정
- 2015년 11월: 평가준비서 심의
- 2015년 12월: 수도권 광역급행철도 전략환경영향평가 항목 등의 결정내용 공개[17]
- 2016년 2월: 국토교통부, 제3차 국가철도망 구축계획 공청회[18]
- 2016년 6월: 국토교통부, 제3차 국가철도망 구축계획에 포함[19]
  - B노선: 송도 ~ 청량리 (48.7km)
  - C노선: 의정부 ~ 금정 (48.7km)
- 2017년 12월 29일: A노선 민자사업지정 및 시설사업기본계획 고시[20]
- 2023년 8월 2~31일: 수도권 광역급행철도 A노선 공식 노선명을 국민 대상으로 제정 추진[21]
- 2024년 3월 30일 수도권 광역급행철도 A노선 수서~동탄 및 구성역 (용인) 구간 부분 개통
- 2024년 12월 28일 수도권 광역급행철도 A노선 운정중앙~서울 구간 개통

## 계획
- A노선: 2018년 12월 착공. 2024년 부분 개통.
- B노선: 2024년 3월 착공. 2030년 개통 예정.
- C노선: 2024년 1월 착공. 2029년 개통 예정.
- D노선: 2024년 계획 반영.
- E노선: 2024년 계획 반영.
- F노선: 2024년 계획 반영.

## 평가
GTX는 지하 40~50m 이하의 깊이에 터널을 굴착하므로 토지보상비가 적게 들어 건설비를 줄일 수 있고, 평균 속도를 빠르게 해 도시 간 이동 시간을 대폭 줄일 수 있다는 장점이 있다.
반면, 열차의 표정속도를 높이고자 역을 줄이고, 노선을 직선화하고자 지하 깊은 곳에 역을 짓는다는 점으로 말미암아, 역과 먼 곳에 사는 사람들이나 각 역에서 10분가량 소요되는 수직 환승 시간에 피로함을 느끼는 사람들은 GTX로 20분 이상의 시간이 절약되지 않는다면 GTX로 환승하는 대신 기존의 교통수단을 이용할 것으로 예측된다.